# Campeonato do Mundo B de Hóquei em Patins de 2010
O Campeonato do Mundo B de Hóquei Patins de 2010 foi a 14ª edição do Campeonato do Mundo B de Hóquei em Patins, que se realiza a cada dois anos. É uma competição organizada pela FIRS (Federação Internacional de Desportos sobre patins) que apura os 3 primeiros classificados para o Campeonato do Mundo de Hóquei em Patins de 2011.
A competição decorreu em Dornbirn, Austria entre os dias 23 de Outubro e 30 de Outubro.

## Inscritos
Estão representados os cinco continentes na 14ª edição do Campeonato do Mundo B de Hóquei em Patins.
| Continente | Pais          | Continente | Pais           | Continente | Pais   |
| ---------- | ------------- | ---------- | -------------- | ---------- | ------ |
| Europa     | Holanda       | Americano  | Estados Unidos | Asia       | Macau  |
| Europa     | Áustria       | Americano  | Uruguai        | Asia       | Índia  |
| Oceania    | Austrália     | Africa     | África do Sul  | Asia       | Japão  |
| Oceania    | Nova Zelândia | Africa     | Egito          | Asia       | Israel |

## Fase de Grupos

### Grupo A
| Time          | J | V | E | D | GP | GC | SG  | Pts |
| ------------- | - | - | - | - | -- | -- | --- | --- |
| Áustria       | 5 | 5 | 0 | 0 | 29 | 4  | +25 | 15  |
| Holanda       | 5 | 4 | 0 | 1 | 47 | 12 | +35 | 12  |
| Uruguai       | 5 | 3 | 0 | 2 | 18 | 20 | −2  | 9   |
| Austrália     | 5 | 2 | 0 | 3 | 21 | 26 | −5  | 6   |
| Nova Zelândia | 5 | 1 | 0 | 4 | 16 | 43 | −27 | 3   |
| Israel        | 5 | 0 | 0 | 5 | 13 | 39 | −26 | 0   |

|               | AUT | HOL | URU  | AUS  | NZL  | ISR  |
| ------------- | --- | --- | ---- | ---- | ---- | ---- |
| Áustria       | –   | 3–0 | 4–2  | 10–0 | 8–1  | 4–1  |
| Holanda       |     | –   | 10–1 | 7–4  | 17–4 | 13–0 |
| Uruguai       |     |     | –    | 4–1  | 6–1  | 5–4  |
| Austrália     |     |     |      | –    | 6–3  | 10–2 |
| Nova Zelândia |     |     |      |      | –    | 7–6  |
| Israel        |     |     |      |      |      | –    |

### Grupo B
| Time           | J | V | E | D | GP | GC | SG  | Pts |
| -------------- | - | - | - | - | -- | -- | --- | --- |
| Estados Unidos | 5 | 5 | 0 | 0 | 60 | 11 | +49 | 15  |
| África do Sul  | 5 | 4 | 0 | 1 | 36 | 18 | +18 | 12  |
| Macau          | 5 | 3 | 0 | 2 | 31 | 29 | +2  | 9   |
| Egito          | 5 | 2 | 0 | 3 | 26 | 25 | +1  | 6   |
| Japão          | 5 | 1 | 0 | 4 | 34 | 24 | +10 | 3   |
| Índia          | 5 | 0 | 0 | 5 | 5  | 85 | −80 | 0   |

|                | USA | AFS | MAC  | EGY  | JPN | IND  |
| -------------- | --- | --- | ---- | ---- | --- | ---- |
| Estados Unidos | –   | 7–6 | 12–3 | 10–1 | 9–0 | 20–1 |
| África do Sul  |     | –   | 8–5  | 8–2  | 5–3 | 9–1  |
| Macau          |     |     | –    | 4–2  | 6–5 | 13–2 |
| Egito          |     |     |      | –    | 4–2 | 17–1 |
| Japão          |     |     |      |      | –   | 24–0 |
| Índia          |     |     |      |      |     | –    |

## Fase Final

### Apuramento Campeão
|  | Quartas de final | Quartas de final |                |         | Semifinais     | Semifinais     |  |  | Final      | Final |
|  |                  |                  |                |         |                |                |  |  |            |       |
|  | 28 Outubro       |                  |                |         |                |                |  |  |            |       |
|  |                  |                  |                |         |                |                |  |  |            |       |
|  | Holanda          | 7                |                |         |                |                |  |  |            |       |
|  | Holanda          | 7                | 29 Outubro     |         |                |                |  |  |            |       |
|  | Macau            | 3                |                |         |                |                |  |  |            |       |
|  | Macau            | 3                | Holanda        | 2       |                |                |  |  |            |       |
|  | 28 Outubro       |                  | Holanda        | 2       |                |                |  |  |            |       |
|  |                  | Estados Unidos   | 3              |         |                |                |  |  |            |       |
|  | Estados Unidos   | Estados Unidos   | 3              | 7       |                |                |  |  |            |       |
|  | Estados Unidos   |                  | 30 Outubro     | 7       |                |                |  |  |            |       |
|  | Austrália        | 3                |                |         |                |                |  |  |            |       |
|  | Austrália        | 3                | Estados Unidos | 5       |                |                |  |  |            |       |
|  | 28 Outubro       |                  | Estados Unidos | 5       |                |                |  |  |            |       |
|  |                  | África do Sul    | 1              |         |                |                |  |  |            |       |
|  | Áustria          | África do Sul    | 1              | 5       |                |                |  |  |            |       |
|  | Áustria          | 29 Outubro       |                | 5       |                |                |  |  |            |       |
|  | Egipto           | 0                |                |         |                |                |  |  |            |       |
|  | Egipto           | 0                | Áustria        | 3       | Terceiro lugar | Terceiro lugar |  |  |            |       |
|  | 28 Outubro       |                  | Áustria        | 3       | Terceiro lugar | Terceiro lugar |  |  |            |       |
|  |                  | África do Sul    | 6              |         |                |                |  |  |            |       |
|  | África do Sul    | África do Sul    | 6              | 2       | Holanda        | 4              |  |  |            |       |
|  | África do Sul    |                  |                | 2       | Holanda        | 4              |  |  |            |       |
|  | Uruguai          | 0                |                | Áustria | 3              |                |  |  |            |       |
|  | Uruguai          | 0                |                |         | 3              |                |  |  |            |       |
|  |                  |                  |                |         |                |                |  |  | 30 Outubro |       |
|  |                  |                  |                |         |                |                |  |  |            |       |

| CAMPEÃO DO MUNDO DE HÓQUEI EM PATINS B 2010 |
| ------------------------------------------- |
| USA TERCEIRO TITULO                         |

### 5º/8º
|  | Semifinais | Semifinais |   |            | 5º/6º      | 5º/6º |  |
|  |            |            |   |            |            |       |  |
|  | 29 Outubro |            |   |            |            |       |  |
|  | Macau      | 8          |   |            |            |       |  |
|  | Austrália  | 3          |   |            |            |       |  |
|  |            |            |   |            |            |       |  |
|  |            |            |   |            | 30 Outubro |       |  |
|  |            |            |   |            | Macau      | 9     |  |
|  |            | Uruguai    | 6 |            |            |       |  |
|  |            |            |   |            |            |       |  |
|  |            |            |   |            |            |       |  |
|  |            |            |   |            | 7º/8º      |       |  |
|  | 29 Outubro | 29 Outubro |   | 30 Outubro | 30 Outubro |       |  |
|  | Egipto     | 3          |   | Austrália  | 5          |       |  |
|  | Uruguai    | 4          |   |            | Egipto     | 7     |  |

### 9º/12º
| Time          | J | V | E | D | GP | GC | SG  | Pts |
| ------------- | - | - | - | - | -- | -- | --- | --- |
| Nova Zelândia | 3 | 3 | 0 | 0 | 29 | 12 | +17 | 9   |
| Israel        | 3 | 2 | 0 | 1 | 24 | 13 | +11 | 6   |
| Japão         | 3 | 1 | 0 | 2 | 22 | 14 | +8  | 3   |
| Índia         | 3 | 0 | 0 | 3 | 7  | 43 | −36 | 0   |

|               | NZL | ISR | JPN | IND  |
| ------------- | --- | --- | --- | ---- |
| Nova Zelândia | –   | 7–3 | 9–5 | 13–4 |
| Israel        |     | –   | 5–3 | 16–3 |
| Japão         |     |     | –   | 14–0 |
| Índia         |     |     |     | –    |

## Classificação Final
| Pos. | País           |                                                                 |
| ---- | -------------- | --------------------------------------------------------------- |
| 1.   | Estados Unidos | Apurados para o Campeonato do Mundo de Hóquei em Patins de 2011 |
| 2.   | África do Sul  | Apurados para o Campeonato do Mundo de Hóquei em Patins de 2011 |
| 3.   | Holanda        | Apurados para o Campeonato do Mundo de Hóquei em Patins de 2011 |
| 4.   | Áustria        |                                                                 |
| 5.   | Macau          |                                                                 |
| 6.   | Uruguai        |                                                                 |
| 7.   | Egito          |                                                                 |
| 8.   | Austrália      |                                                                 |
| 9.   | Nova Zelândia  |                                                                 |
| 10.  | Israel         |                                                                 |
| 11.  | Japão          |                                                                 |
| 12.  | Índia          |                                                                 |